# The Last of Us: American Dreams
The Last of Us: American Dreams é uma série limitada de histórias em quadrinhos baseada no jogo eletrônico The Last of Us. Ela foi escrita por Neil Druckmann e Faith Erin Hicks, com ilustrações de Hicks e cores de Rachelle Rosenberg. A série foi publicada pela Dark Horse Comics entre abril e julho de 2013, recebendo uma edição coletada em outubro de 2013.
American Dreams se passa em um mundo pós-apocalíptico tomado por criaturas infectadas por uma mutação do fungo Cordyceps. O quadrinho serve de prequela para The Last of Us, mostrando a jornada de Ellie e seu encontro com Riley Abel. Druckmann escolheu focar o quadrinho em Ellie devido a singularidade de seu nascimento e crescimento dentro de um mundo pós-apocalíptico. Hicks juntou-se ao projeto depois de descobrir o papel que Ellie teria no jogo, considerando-a uma personagem incomum para se colocar em um jogo eletrônico de survival horror. O estilo artístico do quadrinho é diferente do visual de The Last of Us, uma escolha feita por Hicks a fim de criar uma sensação e identidade únicas.
A série foi bem recebida pelos críticos. Elogios foram feitos particularmente para o roteiro de Druckmann e o desenvolvimento dos personagens, além da simplicidade das ilustrações de Hicks. American Dreams também foi um sucesso comercial, com sua primeira edição precisando ser reimpressa para poder suprir a alta demanda.

## Enredo
Na zona de quarentena de Boston, Ellie entra em uma briga com um grupo de meninos que tentam roubar seus pertences. Riley interfere para apartar a briga, batendo em um dos meninos e fazendo os outros fugirem. Ellie fica incomodada, afirmando que poderia ter cuidado de si mesma sem ajuda. Riley a aconselha a fugir, porém Ellie acaba sendo designada para limpeza. Ela acaba descobrindo que Riley roubou seu Walkman, mais tarde exigindo seu retorno, algo que Riley relutantemente faz.
Ellie acaba pegando a outra menina tentando fugir da escola durante a noite e decide acompanhá-la. Riley relutantemente concorda e as duas seguem para um shopping, onde encontram-se com Winston. Riley rouba o rádio do homem enquanto este ensina Ellie como andar a cavalo, com a primeira descobrindo que um ataque dos Vaga-Lumes – um grupo rebelde miliciano que se opõe às autoridades da zona de quarentena – está ocorrendo ali próximo. As duas meninas vão para o local do ataque e descobrem que os Vaga-Lumes estão feridos e em menor número. Elas jogam granadas de fumaça no exército para ajudar, permitindo que os rebeldes escapem. Ellie e Riley são avistadas pelos militares e escapam para um beco próximo, onde por pouco não são mordidas por Infectados – criaturas canibalísticas infectadas por uma mutação do fungo Cordyceps.
As duas são capturadas pelos Vaga-Lumes. Sua líder Marlene reconhece Ellie, exigindo que ela fique em segurança. Riley afirma que gostaria de se juntar ao grupo, porém Marlene nega e as duas discutem, com a Vaga-Lume ameaçando atirar na menina. Ellie intervem, apontando uma arma para Marlene e querendo explicações sobre como esta sabe sobre sua identidade. Marlene revela que conhecia a mãe de Ellie e prometeu que iria cuidar da criança. Ellie entrega sua arma e a líder dos Vaga-Lumes afirma que irá contar mais sobre sua mãe no futuro, em seguida fazendo as meninas irem embora. As duas voltam para a zona de quarentena, com Riley lamentando que não há modo de escapar. Ellie sugere fugir, porém a amiga informa que isso fará apenas com que sejam mortas. As meninas em seguida caminham de volta para a escola.

## Desenvolvimento

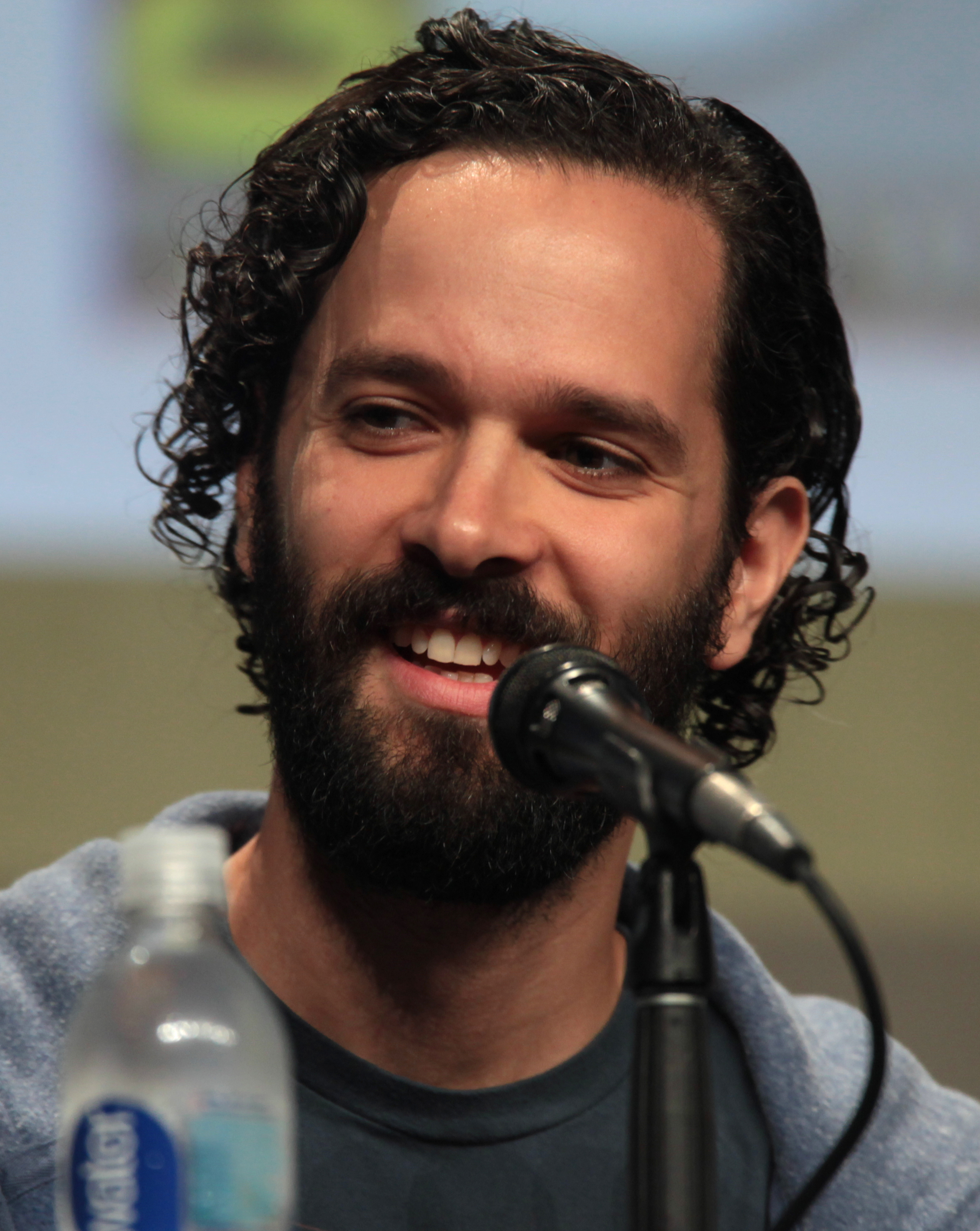
Neil Druckmann, diretor de criação de The Last of Us e co-autor de American Dreams junto com Faith Erin Hicks

A Dark Horse Comics abordou o diretor de criação Neil Druckmann, na época trabalhando em The Last of Us, sobre a possibilidade de produzir uma histórias em quadrinhos relacionada com o jogo. Druckmann inicialmente ficou desconfiando sobre a ideia, porém eventualmente concordou ao perceber que a Dark Horse "não queria fazer algo tangencial" com a oportunidade de expandir os personagens e universo além do jogo. Os trabalhos no quadrinho começaram durante o desenvolvimento de The Last of Us, permitindo que as histórias dos dois projetos se integrassem e se influenciassem. Druckmann pediu que a artista Faith Erin Hicks fosse sua colaboradora depois de ler seu quadrinho Friends with Boys, tendo gostado do "quão pessoal pareceu". Ele também achou que Hicks poderia capturar a atmosfera "arenosa" do jogo. A artista então enviou obras conceituais para a Dark Horse como um esboço para o trabalho; a editora aceitou e ela se envolveu oficialmente no projeto. Hicks se interessou no quadrinho depois de ler sobre a personagem de Ellie no roteiro do jogo; ela a considerou uma personagem incomum para se incluir em um jogo de survival horror, chamando-a de uma "adolescente durona que não é sexualizada, e que pareceu muito igual a sua contraparte masculina". A artista teve acesso a várias sequências de jogabilidade e o roteiro durante o desenvolvimento para que assim ela tivesse uma melhor compreensão da história. Hicks também recebeu vídeos dos atores interpretando no cenário, algo que foi útil ao ilustrar os personagens: "Eu dou uma olhada nesses personagens e os vejo interagindo como seres humanos, não apenas artes conceituais".
A história passada de Ellie originalmente seria colocada em uma sequência de jogabilidade dentro de The Last of Us, porém isto acabou descartado durante o desenvolvimento. Druckmann recebeu uma oportunidade para contar essa história quando a Dark Horse abordou a Naughty Dog sobre a ideia de uma história em quadrinhos. O roteirista achou que Ellie era a personagem ideal para o quadrinho devido seu nascimento e crescimento; enquanto personagens como Joel viveram principalmente em um mundo antes do surto da infecção, Ellie desconhece como a vida era antes. Isto criou uma ideia que Druckmann considerou interessante, ficando intrigado em descobrir os efeitos das ações cotidianas em um mundo pós-apocalíptico. Hicks gostou de escrever American Dreams, particularmente por causa do humor. Druckmann deixou que Hicks desenhasse do zero a personagem de Riley, incluindo sua aparência física, características e maior parte dos diálogos. Ele comentou: "Pareceu um bom modo de dividir, em que [Hicks] seria dona de Riley e eu seria dono de Ellie". A ilustradora evitou replicar o mesmo estilo artístico do jogo ao criar as artes do quadrinho, em vez disso optando por "desenhar em meu próprio estilo e no melhor das minhas habilidades". Ela achou que o estilo artístico era levemente "cartunesco", parcialmente por causa da idade de Ellie: "Se [o quadrinho] fosse hiper-realista e super-desenhado, eu acho que minaria a história que estamos tentando contar". Hicks foi inspirada pelo estilo dos personagens da série Mortal Kombat ao desenhar a personagem Angel Knives na segunda edição.
A primeira edição de American Dreams foi publicada em 3 de abril de 2013 e vendeu ao todo pouco mais de seis mil cópias em seu primeiro mês; uma reimpressão ficou disponível em 29 de maio. A segunda edição foi lançada também em 29 de maio, vendendo pouco menos que cinco mil unidades. Esta foi seguida por uma terceira em 26 de junho que vendeu cinco mil cópias. A quarta e última edição estreou em 31 de julho, tendo vendido mais de sete mil unidades. Todas as quatro edições foram republicadas em uma coleção completa lançada em 30 de outubro, com esta vendendo por volta de 2,7 mil cópias.

## Recepção

As ilustrações de Faith Erin Hicks foram elogiadas por sua simplicidade

The Last of Us: American Dreams recebeu críticas geralmente positivas. Elogios foram direcionados particularmente para sua história e estilo artísticos, que foram consideradas complementares uma a outra. O quadrinho também foi um sucesso comercial; sua primeira edição esgotou com a grande procura, fazendo a Dark Horse reimprimir o título.
A história foi elogiada. Lonnie Nadler do Bloody Disgusting estava inseguro sobre o enredo nas duas primeiras edições por causa de seus focos no desenvolvimento dos personagens, porém elogiou a edição final por entregar o "drama autêntico e intensidade crua" ausente nas edições anteriores. Jesse Schedeen da IGN sentiu que a história serviu para aprofundar o mundo e os personagens, elogiando a disponibilidade do quadrinho para leitores que não tinham jogado o jogo. Por outro lado, Nathan Butler da Invisible Gamer achou que a introdução e desenvolvimento das duas primeiras edições poderiam ter sido encurtadas e que a edição final tentou incluir conteúdos demais, por fim chamando o quadrinho de uma "tentativa inferior de uma série relacionada com jogos eletrônicos".
Os críticos também tiveram uma boa recepção sobre as ilustrações do quadrinho. Alasdair Stuart da SciFiNow escreveu que a arte era "tão expressiva e relaxada", que nomeou Hicks como "um das melhores artistas de sua geração". Jen Bosier da Forbes sentiu que as ilustrações funcionaram bem dentro do contexto da história, enquanto Schedeen da IGN acreditando que o quadrinho dependia muito da arte e que o estilo artístico criou uma "identidade e estilo" únicos. Nadler afirmou que era "bem simplista, mas muito limpa" e "visualmente expressiva quando importa", comparando-a com Scott Pilgrim. Nadler também elogiou a escolha de cores, comentando que o quadrinho continha "a palheta certa de tons escuros e sombrios", além das capas que eram "consistentemente incríveis". Jennifer Cheng da Comic Book Resources escreveu que as cores encaixavam-se no cenário da história. Peter Jubinsky da Geeks of Doom elogiou Hicks particularmente pela representação dos Infectados como "desesperados e em dor", dizendo que era "especialmente angustiante".

### Edições
- Druckmann, Neil; Hicks, Faith Erin; Rosenberg, Rochelle (3 de abril de 2013). The Last of Us: American Dreams. 1. Estados Unidos: Dark Horse Comics
- Druckmann, Neil; Hicks, Faith Erin; Rosenberg, Rochelle (29 de maio de 2013). The Last of Us: American Dreams. 2. Estados Unidos: Dark Horse Comics
- Druckmann, Neil; Hicks, Faith Erin; Rosenberg, Rochelle (26 de junho de 2013). The Last of Us: American Dreams. 3. Estados Unidos: Dark Horse Comics
- Druckmann, Neil; Hicks, Faith Erin; Rosenberg, Rochelle (31 de julho de 2013). The Last of Us: American Dreams. 4. Estados Unidos: Dark Horse Comics